# Kanton Marcilly-le-Hayer
Marcilly-le-Hayer is een voormalig kanton van het Franse departement Aube. Het kanton maakte deel uit van het arrondissement Troyes. Op 22 maart 2015 werd het kanton opgeheven en werden de gemeenten opgenomen in het op die dag gevormde kanton Saint-Lyé, met uitzondering van de gemeenten Palis en Planty, die werden opgenomen in het kanton Aix-en-Othe.

## Gemeenten
Het kanton Marcilly-le-Hayer omvatte de volgende gemeenten:
- Avant-lès-Marcilly
- Avon-la-Pèze
- Bercenay-le-Hayer
- Bourdenay
- Charmoy
- Dierrey-Saint-Julien
- Dierrey-Saint-Pierre
- Échemines
- Faux-Villecerf
- Fay-lès-Marcilly
- Marcilly-le-Hayer (hoofdplaats)
- Marigny-le-Châtel
- Mesnil-Saint-Loup
- Palis
- Planty
- Pouy-sur-Vannes
- Prunay-Belleville
- Rigny-la-Nonneuse
- Saint-Flavy
- Saint-Lupien
- Trancault
- Villadin